# Eleonora Brigalda (Barbas)
Eleonora Brigalda Barbas (n. 1959, Călărași, RSS Moldovenească, URSS), Om Emerit al Republicii Moldova, pictor, artist plastic și critic de artă, doctor în studiul artelor, profesor universitar din Republica Moldova.

## Cărți
- Brigalda-Barbas, E., Pavel Șillingovski. Maeștri basarabeni din sec.XX, Ed.ARC,Chișinău 2005,96 p. ISBN 9975613934, 9789975613934
- Brigalda-Barbas, E., Evoluția picturii de gen din Republica Moldova.(1945-2000), Ed.Știința,Chișinău 2002,111 p. ISBN 9975672914, 9789975672917
- Brigalda-Barbas, E., Igor Vieru. Maeștri basarabeni din sec.XX, Ed.ARC,Chișinău 2006,96 p. ISBN 9975610964

## Premii
2015 Premiul Național al Republicii Moldova, Guvernul Republicii Moldova nr.569 din 19 august 2015
2012 Premiul ”Italia 2012” pentru artă, Chișinău, Republica Moldova 
2011 Premiul “M. Eminescu”, Muzeul „M. Eminescu”, UAP, Iași, România
2010 Titlul Onorific “Om Emerit”
2010 Premiul Special pentru Pictură, Uniunea Artiștilor Plastici din România, Iași
2005 Premiul Uniunii Artiștilor Plastici din Republica Moldova
2003 Premiul Uniunii Artiștilor Plastici din Republica Moldova
1997 Premiul "OMEGA" la expoziția "Saloanele Moldovei", Chișinău, Republica Moldova
1996 Diplomă Ministerului Învățământului al Republicii Moldova
1982 Premiul “Limba noastră cea română”, Concursul Uniunii Latine, Chișinău, Republica Moldova

## Afilieri
Este membră a Uniunii Artiștilor Plastici din Republica Moldova și membră a Asociației Internaționale a Artelor Plastice IAA-AIAP UNESCO Arhivat în 29 noiembrie 2020, la Wayback Machine.

## Aprecieri critice
„Monografia de fată prin conținutul său bogat în informații, prin limbajul accesibil, prin materialul ilustrativ realizat la un nivel poligrafic înalt, ne permite în baza elucidării evoluției picturii de gen, o viziune integrală a ambianței artistice din Republica Moldova pe parcursul anilor 1945-2000 și poate servi ca sursă de referință pentru specialiștii în domeniu și ca reper util atât în instruirea studenților de la universitățile de arte din Moldova, cât și a publicului larg, amator de artă. De menționat, în final e și faptul că monografia „ Evoluția picturii de gen din Republica Moldova” (1945-2000) a devenit practic chiar după lansare o raritate bibliografică”
„O apariție editorială recentă, axată pe o viziune nouă și originală asupra vieții și creației lui Igor Vieru este monografia-album „Igor Vieru" semnată de autoarea Eleonora Brigalda-Barbas, doctor în studiul artelor, șefa catedrei Pictură a Facultății Arte Plastice și Design al UPS „Ion Creangă".... în monografie au fost prezentate și analizate minuțios o serie de tablouri, foi grafice, desene și studii anterior necunoscute publicului larg.
Reprezentând o continuare logică a colecției „Maeștri basarabeni din sec. XX", monografia „Igor Vieru", realizată de Eleonora Brigalda-Barbas, atât prin amploarea sa cât și prin calitatea materialului selectat constituie o contribuție de esență în studiul artei naționale."
„Eleonora Brigalda excelează în peisaj, lucrările sale concentrând tensiuni cromatice și gestuale care dezvăluie trăirea puternică, patosul compozițional și nu în ultimul rând, dorința vizibilă de contopire cu motivul, cu materia picturală - "mănăstiri rupestre", "Ecoul mării”, "Crizanteme", aduc un plus de vibrație și exaltare proprie creatorului și, în egală măsură, interpretului/artista fiind și critic de artă."
„Înclinată spre o lume a simbolurilor, a sugestiei, în care mineralul deține rol primordial un, Eleonora Brigalda practică o pictură cu o notă ușor dualistă, dată, pe de o parte, de minuția cu care-și conturează și umple cu culoare naturile statice, cochiliile îndeosebi și fulguranta desenului și a tușei, de factură post expresionistă, dacă vreți, a peisajelor sale, ce respiră un parfum inedit, frust, de proaspăt. Pictorița deține o gamă cromatică de excepție, pe care o folosește cu grație și aplomb, în același timp"
„Nostalgiile trecutului comun, miturile fundamentale ale neamului sunt repere care marchează o identitate, dar și nevoia unei conștiințe a identității. Explicabilă în context, apetența pictoriței Eleonora Brigalda Barbas pentru recuperarea prin imagine și simbol a culturii cucuteniene, căreia îi consacră un triptic monumental, unde evocarea are forța de impact a monumentalității și profunzimii ca dominante. Paleta pictoriței se racordează culorilor de pământ în acord cu materia vaselor cucuteniene și a idolilor ancestrali. Decorațiunile spiritualizate ale vaselor de cult sau doar utilitare revin la suprafața timpului recent ca o mărturie a creativității strămoșilor noștri. Intelectuală rasată, rafinată și inventivă, Eleonora Brigalda Barbas face din motivul cucutenian o nostalgică recuperare valorică, fiind animată de un sentiment de plenitudine. Tripticurile ei monumentale evocă simultan și ctitorii iluștri ai Moldovei medievale, Ștefan cel Mare fiind privit în măreția faptelor de vitejie, dar și din aceea a spiritualității creștine. Asemenea compoziții au vitalitatea structurilor simbolice unde ideea de perenitate devine argumentul întregului ansamblu. Celelalte compoziții ale artistei valorifică în variate formulări grafico-cromatice nivelul culturii picturii, măiestria la care a ajuns ca urmare a unor strălucite studii și a unei viziuni originale. Arhitectura imaginii sugerează soliditatea rațională a ansamblului, geometria axelor și claritatea ideilor pe care glosează în subtile și coerente combinații cromatice. Astfel aspiră către armonia unei muzici străvechi. Polivalența stilistică o face premiabilă și la variante în cheia unei modernități ponderate și o definește ca pe un artist dublat de un intelectual rasat.”
„Eleonora Brigalda, artistă remarcabilă, aflată la deplina maturitate artistică, dovedește, ca întotdeauna, o receptivitate rară fată de tradiția cromatismului viguros, fauv, animat de obsesia de a exprima prin petele dense de culoare o interioritate vie, tumultoasă, pasională. În mitologia ei personală ocupă un loc fundamental atât aglutinarea motivelor silvestre, vegetale și geologice într-un ansamblu cosmologic spectacular, cât și tematica identității spirituale, religioase și etnice. De reținut, din această ultimă perspectivă, efortul artistei de a transfigura. În pânze ce solicită, obligatoriu, un privitor simpatetic, teme identitare dintre cele mai grave, articulate pe nevoia de a resuscita, artistic o memorie colectivă încărcată de evenimente tragice. Anamneza mijlocită de creația artistică aduce cu sine, însă, măcar un început de vindecare – iată finalitatea paideică a unor lucrări precum „Adio. Deportarea” sau „Moldova”, concepute ca meditații traumaturgice despre destinul atât de greu încercat de propriul popor.” 
„Pânzele Eleonorei Brigalda  sunt guvernate de o evidentă arhitectonică structural, care ne impune condiția perceperii de ansamblu și monumentalitate. Uneori mai sobre în culoare, alteori mai generoase, tablourile sale țin mai mult de limbajul expresiei decât acelui al impresiei, iar în plan tematic acestea țin cu evidentă să recupereze valorile spirituale „pierdute“  ori date uitării, legate de zbuciumata dar și de neobișnuit de generoasa istorie a plaiurilor basarabene.”
„Experiența practică a doamnei Eleonora Brigalda include lucrări axate pe tematica ancestrală ce vin să developeze originile spirituale ale poporului nostru, valorile autentice primordiale. Mesajul ideatic din pânzele „marine" și „arhaice" relevă gândirea analitică și viziunea cosmogonică a autoarei asupra lumii, ceea ce se reflectă fericit și în demersul său teoretic referitor la studiul picturii naționale". 
„Eleonora Barbas, depildă, trece din concretul motivului în spațiul unei personale metafizici unde toposul are substanța idealității. Tușa fermă, onctuoasă conferă culorii rolul principal alături de tensiunea implicării emoționale. Aluziile la fervoarea de tip Van Gogh semnifică forța imaginativă și pasiune.”